# Agapiusz (prawosławny patriarcha Antiochii)
Agapiusz – chalcedoński patriarcha Antiochii w latach 977–995.